# بولینگ‌بروک (ایلینوی)
بولینگ بروک (به انگلیسی: Bolingbrook) یک روستا در ایالات متحده آمریکا است که در شهرستان ویل، ایلینوی واقع شده‌است. بولینگ بروک ۶۲٫۹۴ کیلومتر مربع مساحت و ۷۳٬۳۶۶ نفر جمعیت دارد.

## خواهرخوانده
شهرهای San Pablo، سیالکوت و شوچانگ خواهرخوانده‌های بولینگ بروک، ایلینوی هستند.